# Хатфилд (Пенсилванија)
Хатфилд (енгл. Hatfield) град је у америчкој савезној држави Пенсилванија.

## Демографија
По попису из 2010. године број становника је 3.290, што је 685 (26,3%) становника више него 2000. године.
| Група             | 2000.         | 2010.         |
| Белци             | 2.104 (80,8%) | 2.080 (63,2%) |
| Афроамериканци    | 46 (1,8%)     | 136 (4,1%)    |
| Азијати           | 314 (12,1%)   | 773 (23,5%)   |
| Хиспаноамериканци | 87 (3,3%)     | 224 (6,8%)    |
| Укупно            | 2.605         | 3.290         |